# Рамирес, Сьерра
Сье́рра Але́кса Ра́мирес (англ. Cierra Alexa Ramírez; 9 марта 1995, Хьюстон, Техас, США) — американская актриса

 и певица.

## Биография и карьера
Сьерра Алекса Рамирес родилась 9 марта 1995 года в Хьюстоне (штат Техас, США) в семье колумбийского и мексиканского происхождения — музыкального продюсера и консультанта Санни Рамиреса и его жены-воспитательницы детского сада. У Сьерры есть младшая сестра — визажист Саванна Рамирес (род. 09.10.1996). Рамирес выросла в Шугар-Ленде, штат Техас, и посещала Уэстсайдскую среднюю школу в Хьюстоне два года до того, как переехать в Лос-Анджелес. Она окончила среднюю школу по программе домашнего обучения, что позволило ей заниматься своей актёрской карьерой.
Она наиболее известна по роли Марианы Адамс-Фостер в телесериале Freeform «Фостеры».
С 19 мая 2015 года она встречается с парикмахером и актёром Джеффом Уиттеком.

## Избранная фильмография
| Год       |   | Русское название                   | Оригинальное название                    | Роль                 |
| --------- | - | ---------------------------------- | ---------------------------------------- | -------------------- |
| 2006      | с | C.S.I.: Место преступления Майами  | CSI: Miami                               | Изабель Терраса      |
| 2006      | с | Зоуи 101                           | Zoey 101                                 | Девочка № 1          |
| 2006      | с | Отчаянные домохозяйки              | Desperate Housewives                     | Энни Мари            |
| 2007      | с | Всё тип-топ, или Жизнь Зака и Коди | The Suite Life of Zack & Cody            | Жасмин               |
| 2012      | ф | Трудный возраст                    | Girl in Progress                         | Ансиедад Гутьеррес   |
| 2012—2013 | с | Втайне от родителей                | The Secret Life of the American Teenager | Кэти                 |
| 2013—2018 | с | Фостеры                            | The Fosters                              | Мариана Адамс-Фостер |
| 2019—2024 | с | Приятные хлопоты                   | Good Trouble                             | Мариана Адамс-Фостер |
| 2023      | ф | Молли и ботан                      | The Re-Education of Molly Singer         | Линдси               |